# Pandrignes
Pandrignes – miejscowość i gmina we Francji, w regionie Nowa Akwitania, w departamencie Corrèze.
Według danych na rok 1990 gminę zamieszkiwało 139 osób, a gęstość zaludnienia wynosiła 16 osób/km² (wśród 747 gmin Limousin Pandrignes plasuje się na 481. miejscu pod względem liczby ludności, natomiast pod względem powierzchni na miejscu 583.).